# Konstsim vid världsmästerskapen i simsport 2025 – Herrarnas fria soloprogram
Herrarnas fria soloprogram i konstsim vid världsmästerskapen i simsport 2025 avgjordes den 21 juli 2025 i World Aquatics Championships Arena i Singapore.

## Resultat
Finalen startade klockan 14:02.
| Placering | Simmare                  | Nationalitet         | Poäng    |
| --------- | ------------------------ | -------------------- | -------- |
| 1         | Aleksandr Maltsev        | Neutrala idrottare B | 229,5613 |
| 2         | Guo Muye                 | Kina                 | 220,1926 |
| 3         | Filippo Pelati           | Italien              | 213,9850 |
| 4         | Ranjuo Tomblin           | Storbritannien       | 210,9125 |
| 5         | Diego Villalobos         | Mexiko               | 206,8150 |
| 6         | Jordi Cáceres            | Spanien              | 202,0400 |
| 7         | Gustavo Sánchez          | Colombia             | 198,9025 |
| 8         | Viktor Druzin            | Kazakstan            | 197,9225 |
| 9         | Nicolás Campos           | Chile                | 179,2325 |
| 10        | Marios Kritsas           | Grekland             | 167,7863 |
| 11        | David Martinez           | Sverige              | 164,7187 |
| 12        | Bernardo Santos          | Brasilien            | 152,8275 |
| 13        | Wattikorn Khethirankanok | Thailand             | 129,7475 |
| 14        | José Borges              | Kuba                 | 86,6687  |